# س. س. براون
س. س. براون (بالإنجليزية: C. C. Brown)‏ هو لاعب كرة قدم أمريكية أمريكي، ولد في 27 يناير 1983 في غرينوود في الولايات المتحدة.

## وصلات خارجية
- س. س. براون على موقع مرجع كرة القدم المحترفة.كوم (الإنجليزية)